# Câu lạc bộ bóng đá trong nhà Sanest Tourist Khánh Hòa
Sanest Tourist Khánh Hòa là một câu lạc bộ bóng đá trong nhà tại Việt Nam. Họ thi đấu tại giải bóng đá trong nhà Vô địch Quốc gia. Câu lạc bộ được thành lập năm 2017 và Huấn luyện viên của câu lạc bộ khi đó là ông Tạ Đức Dũng. Mùa giải 2017, câu lạc bộ vượt qua được vòng loại nhưng kết thúc ở vị trí thứ 10 ở vòng chung kết. Đến mùa giải 2018, câu lạc bộ không vượt qua được vòng loại. Sau hai năm thi đấu không thành công ở trong nước, năm 2019 đội bóng sáp nhập vào đội Sanatech Khánh Hòa với lấy tên đội là Sanvinest Sanatech Khánh Hòa.